# Геннінґ Веймарк
Август Геннінґ Веймарк (швед. August Henning Weimarck; 1903—1980) — шведський ботанік-флорист, подорожував Африці.

## Біографія
Народився Геннінґ Веймарк 22 травня 1903 року. З 1924 року навчався в Лундському університеті, у 1928 році закінчив його зі ступенем бакалавра, в 1930 році став магістром. З 1928 року працював асистентом у Лундському ботанічному музеї.
У 1930-1931 роках Веймарк, Тор Фрис і Тіхо Норлінд разом подорожували Південною Африкою і Родезією, зібравши близько 5400 зразків рослин. Повернувшись у Лунд, в 1933 році Веймарк став ліценціатом філософії, в 1935 році отримав ступінь доктора. Також з 1935 року він викладав у Лунді в званні доцента.
В 1943 році Веймарк деякий час був тимчасовим професором. З 1945 по 1949 рік він був куратором ботанічного музею. Деякий час очолював Гетеборзький ботанічний сад. З 1950 року Геннінґ Веймарк був професором ботаніки Лундського університету.
У 1969 році Август Геннінґ Веймарк пішов на пенсію. Помер 12 червня 1980 року.

## Деякі наукові публікації
- Weimarck, H. Monograph of the genus Cliffortia.  — Lund, 1934.  — 229 p.
- Weimarck, H. Monograph of the genus Aristea.  — Lund, 1940.  — 140 p.
- Weimarck, H. Skånes Flora.  — Lund, 1963.  — 721 p.

## Види, названі на честь Г. Веймарка
- Cliffortia weimarckii C.Whitehouse, 2007
- Commelina weimarckiana — [[Norl., 1948]]
- Commelina eckloniana Kunth, 1843]